# Alfa Romeo 33 Italdesign Iguana
L'Alfa Romeo 33 Italdesign Iguana, conosciuta anche come Alfa Romeo Iguana o Italdesign Iguana, è una dream car prodotta dall'Alfa Romeo e dall'Italdesign nel 1969.

## Il contesto
Questa vettura è la prima Alfa Romeo disegnata da Giorgetto Giugiaro per l'Italdesign, la sua azienda di progettazione indipendente appena fondata, e una delle sei dream car basate sull'autotelaio dell'Alfa Romeo 33 Stradale realizzate dai più noti carrozzieri italiani a cavallo tra gli anni sessanta e settanta. Il nome Iguana venne scelto per via della somiglianza tra l'animale esotico e l'aspetto della carrozzeria con numerose aperture e rifinitura cangiante.
La vettura venne presentata al Salone dell'automobile di Torino 1969 e, sebbene non abbia avuto esito produttivo, gettò le basi estetiche della Maserati Bora/Merak e, riguardo alla carrozzeria, della più nota DeLorean DMC-12.

## La vettura
La carrozzeria è realizzata in vetroresina, eccetto che per i montanti del tetto in vetro, in acciaio spazzolato e quindi non verniciati, ed è verniciata in grigio metallizzato con la tecnica del “metal-flake”, che consiste nel mescolare alla vernice grandi fiocchi metallici lucidi donandole un effetto finale scintillante e luminoso.
In generale il design era caratterizzato da linee più nette rispetto a quelle degli anni sessanta, anche se ancora piuttosto curve. Il prototipo è dotato di un muso spiovente con una presa d'aria per la ventilazione del radiatore a tutta larghezza, divisa in due da un paio di "baffi" cromati con lo scudetto trilobato Alfa Romeo al centro, simile a quello che poi apparirà sull'Alfasud, disegnata due anni dopo dallo stesso Giugiaro. Il cofano anteriore e quello posteriore integrano i parafanghi e si aprono ribaltandosi completamente in avanti e indietro, proprio come sulla Lamborghini Miura e su numerose auto da corsa di quel periodo, per facilitare l'accesso agli organi meccanici.
La parte centrale del cofano è depressa e termina con un profilo alare che cela i tergicristalli, quindi i parafanghi che contengono i fanali a scomparsa sono ben pronunciati. Il profilo ondulato, caratterizzato dalla presenza di due ordini di "branchie" sul muso e sulla coda e da prese d'aria per il motore dietro i finestrini, oltre a essere ripreso dalla Maserati Bora/Merak anticipa, soprattutto nel posteriore, la soluzione poi adottata dall'Alfetta GT, disegnata da Giugiaro nel 1974. Nel retro un profilo alare unisce le due fiancate al di sopra del lunotto posteriore e di una serie di quattro doppie griglie di sfogo dell'aria calda del motore. La coda tronca priva di paraurti è completata da doppie luci posteriori a sviluppo orizzontale, in mezzo alle quali è realizzato il vano porta-targa, con tre basse griglie orizzontali sopra i quattro scarichi gemelli.

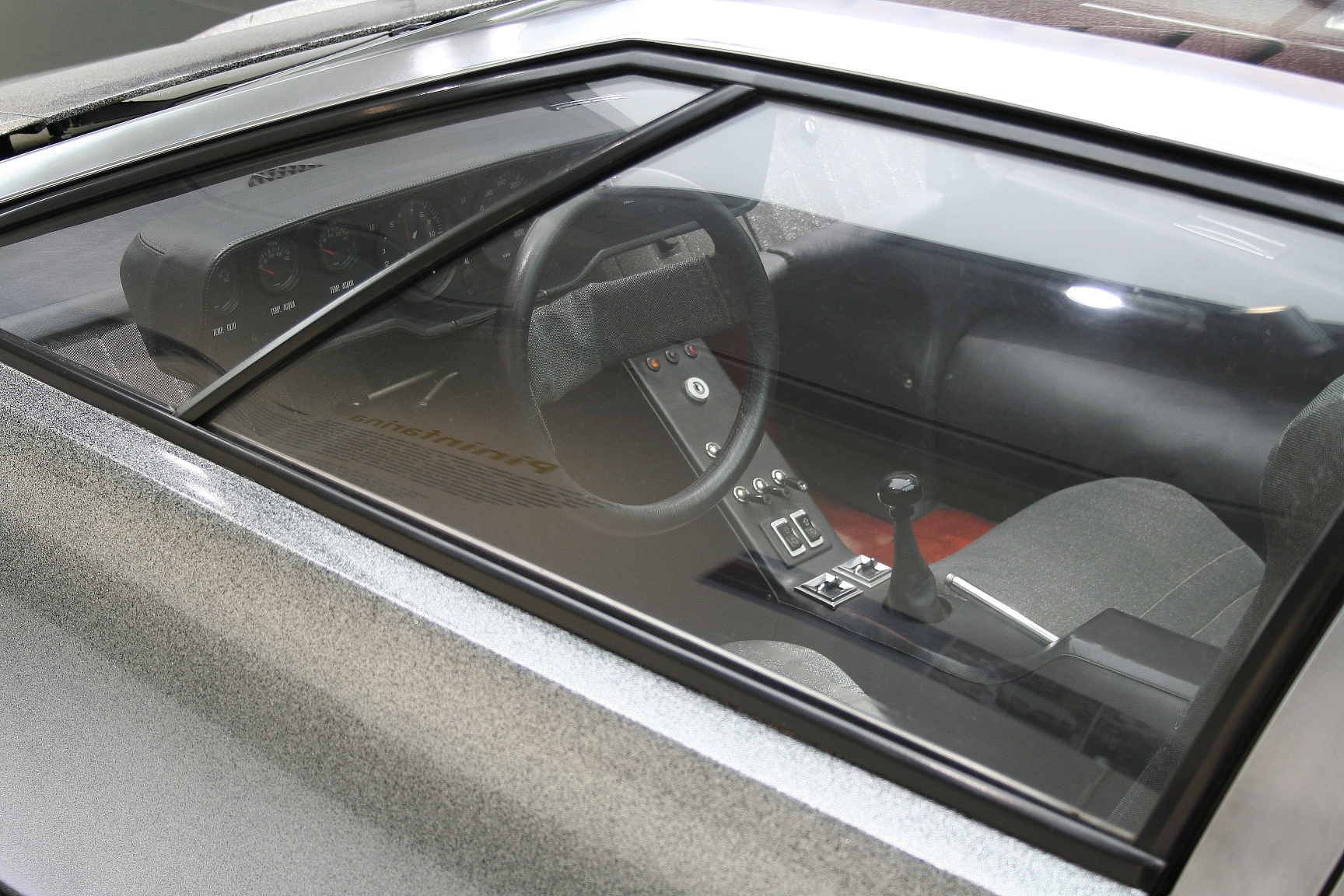
Gli interni

Gli interni sono piuttosto semplici, con sedili, plancia inclinata e volante a due razze rivestiti in tessuto grigio, con grande pannello strumenti dotato di otto indicatori analogici principali e secondari e una stretta consolle centrale da cui fuoriesce la leva del cambio ad anello, sostituita poi con un più tradizionale pomello.
In origine l'Iguana era equipaggiata con il medesimo motore 8 cilindri a V a doppia accensione da 1.995 cm³ dell'Alfa Romeo 33 Stradale, in grado di erogare 230 CV di potenza a 8.800 giri, sistemato in posizione centrale e accoppiato a un cambio manuale a 6 marce. In data e per motivi sconosciuti il propulsore originale è stato sostituito con il V8 da 2.593 cm³ e 200 CV costruito in serie per la Montreal.
La 33 Iguana della Italdesign non ebbe seguito produttivo e al pari delle altre dream car basate sull'autotelaio dell'Alfa Romeo 33 Stradale proposte dai migliori carrozzieri italiani è conservata al Museo Storico Alfa Romeo di Arese non prima di aver fornito l'ispirazione a Giorgetto Giugiaro per le prime Maserati a motore centrale: la Bora e la Merak.